# Prisielskaja (przystanek kolejowy)
Prisielskaja (ros. Присельская) – przystanek kolejowy w miejscowości Prisielskaja, w rejonie kardymowskim, w obwodzie smoleńskim, w Rosji. Leży na linii Moskwa - Mińsk - Brześć.

## Historia
Stacja powstała w czasach carskich na drodze żelaznej moskiewsko-brzeskiej pomiędzy stacjami Jarcewo i Kardymowo. Zdegradowana do roli przystanku w XXI w.